# Église Saint-Denis de Senarpont
L'église Saint-Denis est une église catholique située à Senarpont, dans le département de la Somme, en France, à l'ouest d'Amiens.

## Historique
Au XIIe siècle, un prieuré dépendant de l'abbaye Saint-Lucien de Beauvais existait à Sénarpont, son église était l'église Saint-Denis actuelle. Le chœur a été construit au XVIe siècle, en style gothique flamboyant.

### Protection
L'église de Senarpont et plusieurs des objets qui la meublent sont inscrits aux Monuments historiques depuis un arrêté du 25 janvier 2008 .

## Caractéristiques
L'église a été construite en pierre mais restaurée en brique au XIXe siècle. L'intérieur possède une nef avec charpente en bois aux blochets décorés de scènes sculptées et, dans le chœur, une voûte à croisées d'ogive avec clefs pendantes . Elle conserve également des enfeus, des lavabos, des hagioscopes et du mobilier . 
L'orgue construit par Lefebvre-Deldine vers 1855-1860 avec des matériaux du XVIIIe siècle, a été rénové en 1975 et 1984.
Sous le sol du chœur ont été mis au jour une crypte et le caveau seigneurial. Une niche abrite le tombeau d'un seigneur de Senarpont de la Maison de Monchy, représenté couché .
La poutre de gloire de l'église de Senarpont a été restaurée en 2012, elle est ornée de personnages.